# Adam Brody
Adam Jared Brody (sinh ngày 5 tháng 12 năm 1979) là một diễn viên điện ảnh và truyền hình và nhạc sĩ Mỹ. Anh được biết đến nhiều nhất với vai diễn Seth Cohen trong The O.C. Brody đã cùng thủ vai diễn viên chính trong nhiều phim, bao gồm Mr. & Mrs. Smith, Thank You for Smoking, Jennifer's Body, In the Land of Women, Cop Out, and Scream 4.

## Tiểu sử
Brody sinh ở San Diego, California, trong gia đình Valerie (Siefman) và Mark Brody. Anh có hai em trai sinh đôi, Sean và Matt. Cha mẹ anh đều là người Do Thái, ban đầu đến từ Detroit, Michigan, và Brody đã có một lễ Bar Mitzvah. Brody học Trường trung học cơ sở Wangenheim và Trường trung học phổ thông Scripps Ranch, với "điểm học kém", và lớn lên ở ngoại ô San Diego, dành thời gian lướt sóng. Anh nói rằng anh không phải là một "Casanova", anh có "những cô bạn gái dễ thương" và "đã sinh sống khá nhiều ở bãi biển". Brody học cao đẳng cộng đồng một năm và bỏ học lúc 19 tuổi, chuyển đến Hollywood để làm diễn viên. He subsequently hired an acting coach and signed with a manager.